# Paradiphascon manningi
Paradiphascon manningi là loài của ngành tardigrada trong chi đơn loài Paradiphascon thuộc lớp Eutardigrada.

## Phân bố
Loài này chỉ được tìm thấy tại Nam Phi